# Кеттеринг (Огайо)
Кеттеринг (англ. Kettering) — город в штате Огайо, США, пригород Дейтона. По данным переписи 2010 года, в Кеттеринге проживало 56 тысяч человек, что делает его самым большим пригородом в Дейтонском столичном округе.

## География
По данным Бюро переписи населения США, Кеттеринг имеет общую площадь 48,5 км2, из которых 48,4 км2 —  суша и 0,1 км2 — вода. Граничит с Дейтоном, Риверсайдом и Оквудом на севере; Западным Кэрроллтоном и Морейном на западе; небольшим городом Майами на юго-западе; Сентервилем и Вашингтон Тауншипом на юге; городами Биверкрик и Шугаркрик на востоке.

## История
Территория, на которой сейчас находится Кеттеринг, с конца 1700-х до середины 1800-х годов использовалась в основном как сельскохозяйственные угодья. Население в этом районе начало расти, что в 1841 году привело к созданию городка Ван Бурен. В ноябре 1952 года избиратели поселка одобрили его включение в деревню Кеттеринг. В 1953 году западная часть деревни проголосовала за отделение, образовав новый поселок, который сейчас является городом Морейн.
К 1955 году население деревни выросло до 38 118, что позволило ей претендовать на статус города, который был присвоен 24 июня.  Город назван в честь изобретателя Чарльза Ф. Кеттеринга, который проживал здесь, в своем доме на Риджли-Террас с 1914 года по 1958 год. Чарльз Кеттеринг известен своими многочисленными изобретениями и вкладом в развитие Дейтона
С 1950-х по 1970-е годы население Кеттеринга выросло более чем на 30 000 жителей. Этот рост частично был связан с тем, что многие люди начали мигрировать из близлежащего Дейтона после Второй мировой войны. С 1980-х годов в Кеттеринге наблюдается медленное сокращение населения из-за старения населения и потери рабочих мест.